# Schloss Haroué

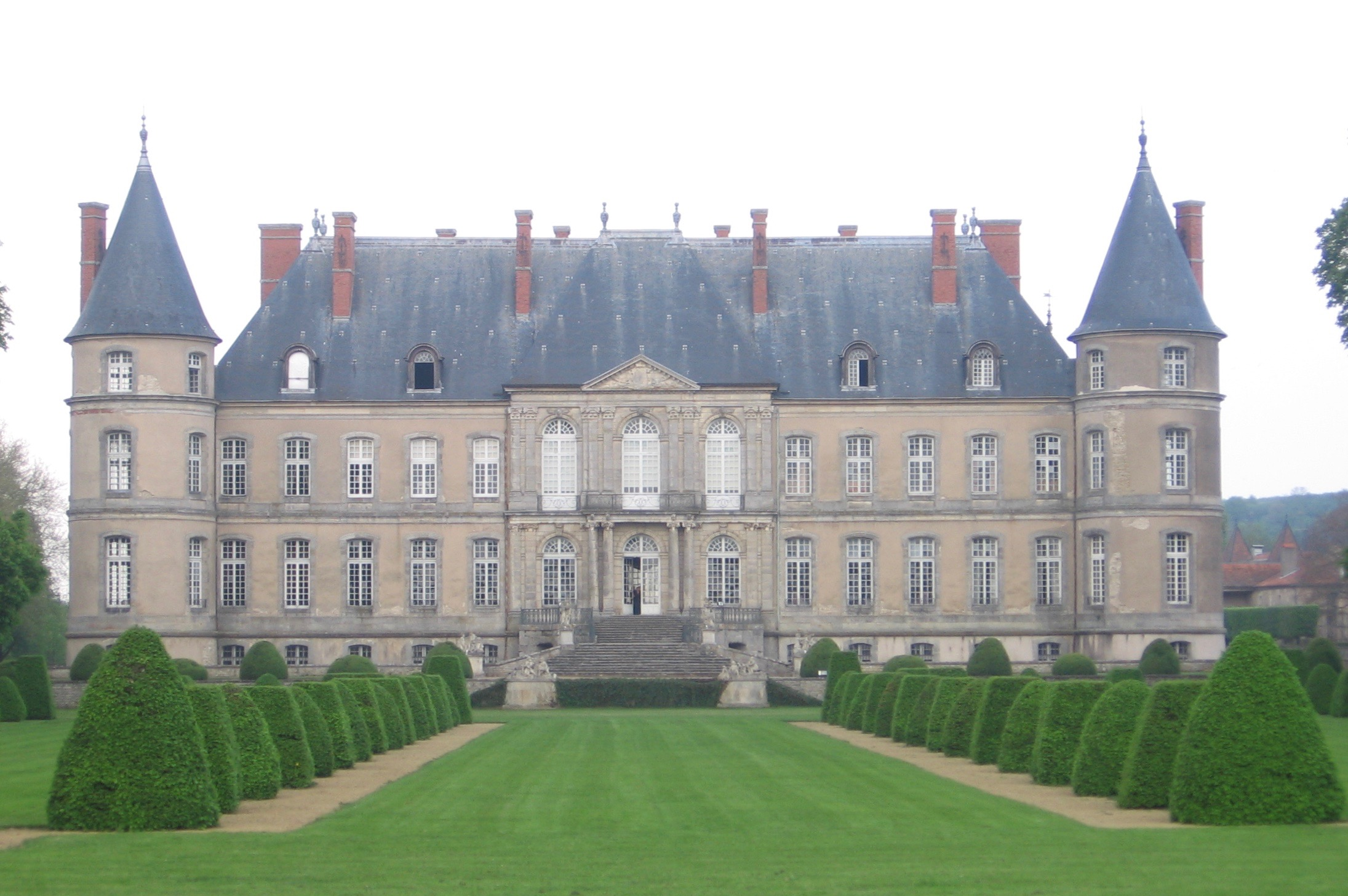
Gartenfassade des Schlosses Haroué

Das Schloss Haroué, auch Château de Craon genannt, ist ein Schloss aus dem 18. Jahrhundert in einem kleinen Tal in der Mitte des französischen Dorfes Haroué im Saintois, südlich von Nancy (Département Meurthe-et-Moselle). Es wurde zwischen 1720 und 1729 von Germain Boffrand für Marc de Beauvau, Connétable von Lothringen und später Vizekönig der Toskana, erbaut.

## Architektur
Beim Bau des Schlosses musste der Architekt die vier Türme und den Wassergraben eines älteren mittelalterlichen Schlosses in seine Pläne einbeziehen, das sich im Besitz des Marschalls François de Bassompierre (1579–1646) befunden hatte, eine für den klassizistischen Barock außergewöhnliche Praxis.
Das Schloss weist noch weitere Besonderheiten auf, die der Überlieferung nach an die Zusammensetzung eines Jahres erinnern sollen:
- 365 Fenster (für die Tage im Jahr); (auch andere sehr große Schlösser beanspruchen diese Besonderheit für sich);
- 52 Schornsteine (für die Wochen);
- 12 Türme (für die Monate), von denen mehrere in die Gebäude einbezogen sind;
- 4 Brücken (für die Jahreszeiten), die über den Burggraben führen.

Die Dekoration wurde größtenteils Künstlern aus Lothringen anvertraut: Jean Lamour (1698–1771) für die Gitter, Balkone und das Treppengeländer, Pillement (1698–1771) für das gemalte Dekor eines der Türme, Barthélemy Guibal (1699–1757) für die Statuen. Der Barockgarten wurde von dem Architekten und Dekorateur Emilio Terry und den Landschaftsgärtnern Achille und Henri Duchêne entworfen.

## Mobiliar
Ein Teil der Möbel aus der Zeit der Restauration sowie die Gemälde stammen aus der Gratifikation, die Zoé Talon, Comtesse du Cayla, Mätresse von König Ludwig XVIII. 1820 im Schloss Saint-Ouen erhielt und durch die Heirat von Zoé Talons Tochter Ugoline mit einem Angehörigen der Familie Beauvau-Craon im Jahr 1825 in den Besitz der Familie gelangte.
Unter Denkmalschutz stehen (durch Dekret vom 2. Juni 2016 bzw. vom 13. Februar 2018):
- die Möbel des Esszimmers, die Pierre-Antoine Bellangé zugeschrieben werden (1821–1822);
- das Mobiliar des Billardzimmers;
- das Mobiliar des Salons, vollflächig vergoldetes Buchenholz, Originalgarnitur aus grüner Seide mit weißer Broschierung, ebenfalls Pierre-Antoine Bellangé zugeschrieben;
- die Möbel des Schlafzimmers;
- die Möbel des Badezimmers;
- ein Kronleuchter in Form eines Korbes mit 36 Lichtern, vergoldete Bronze, geschliffene Kristalle, Pierre-Philippe Thomire zugeschrieben, 1821–1822;
- ein 24-armiger Kronleuchter mit Kerzen (eine Argand-Lampe mit fünf Schnäbeln, Reflektor), vergoldete Bronze, Kupfer, Weißblech, Pierre-Philippe Thomire oder Lucien François Feuchère zugeschrieben.

Details siehe: Liste der Monuments historiques in Haroué#Liste der Objekte

## Schutz
Mehrere Elemente des Schlosses wurden durch einen Erlass vom 27. Juni 1983 als historische Denkmäler eingestuft. Das Schloss, sein Park und das Madon-Tal in den Gemeinden Affracourt, Bralleville, Haroué und Les Mesnils-sur-Madon (Vaudigny) stehen seit einem Dekret vom 3. Juli 1990 ebenfalls unter Schutz. Am 23. März 2021 unterzeichneten die Eigentümer des Schlosses und das Centre des monuments nationaux (CMN) eine Partnerschaftsvereinbarung, die das Schloss der Öffentlichkeit zugänglichmacht, zur Entwicklung des kulturellen und pädagogischen Angebots und zur Aufwertung des Schlosses von Haroué.

## Bildergalerie

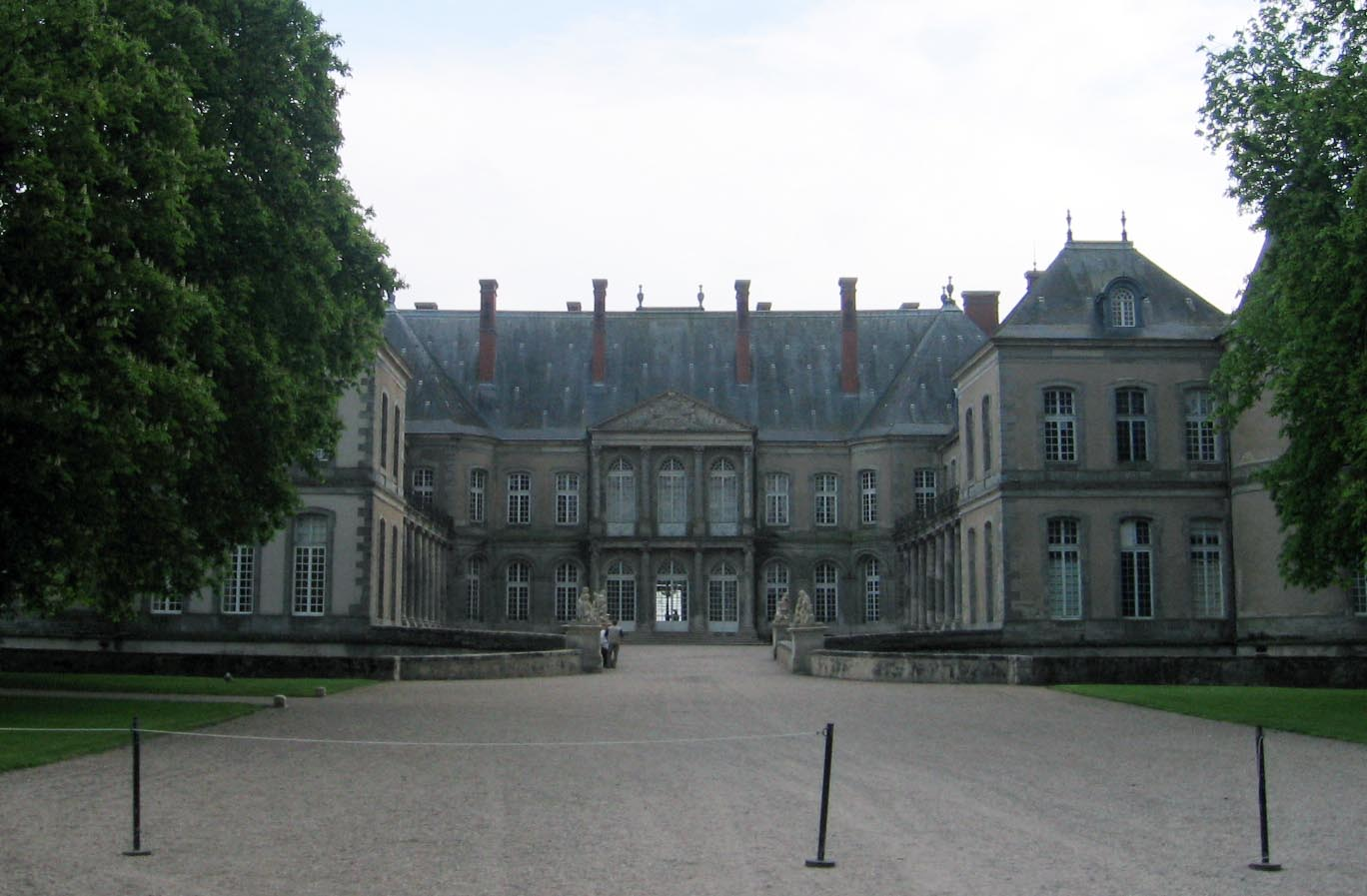
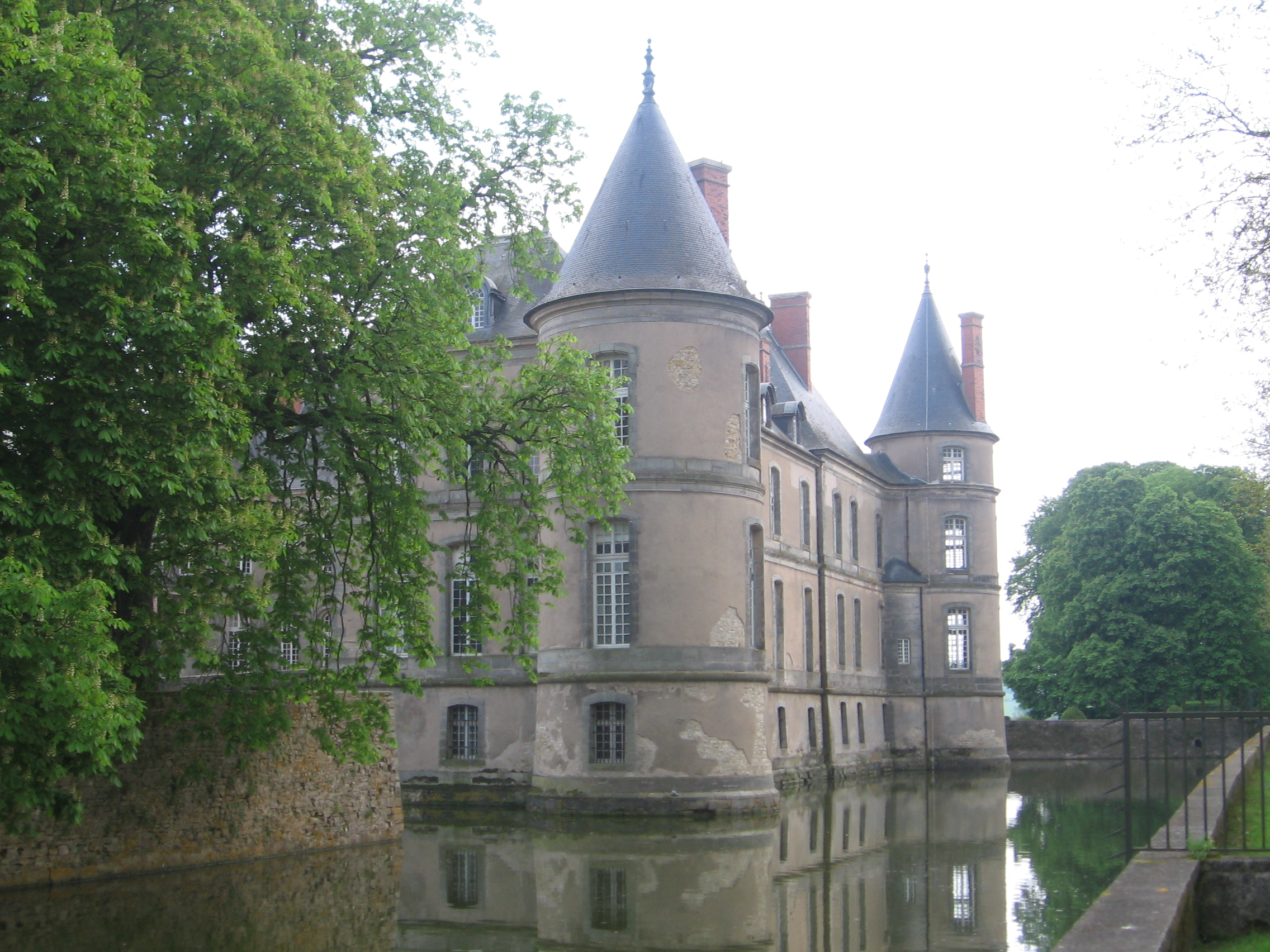